# Jedermann (Sibelius)

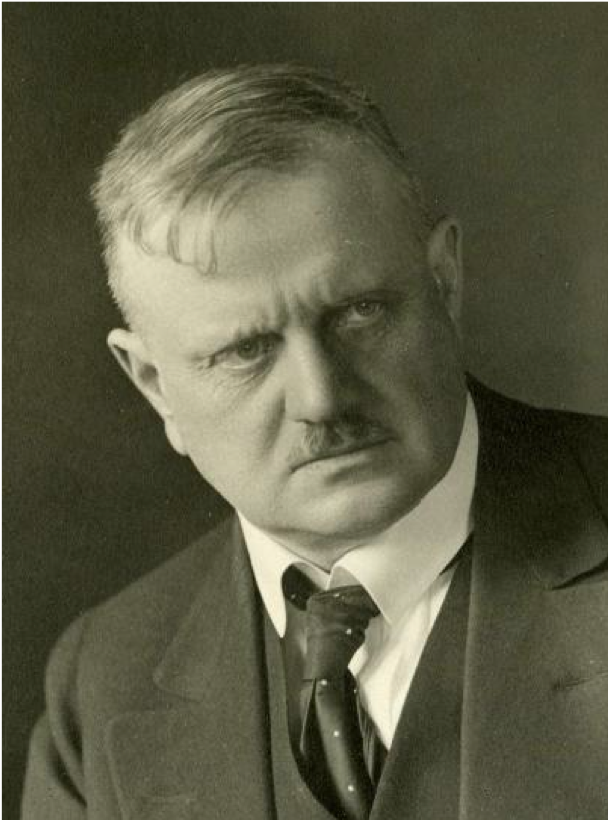
El compositor Jean Sibelius (c. 1915).

Jedermann (Todos, Finlandés: Jokamies), Op. 83, es una música incidental de Jean Sibelius para la obra de teatro del mismo nombre de Hugo von Hofmannsthal. Sibelius compuso la obra a raíz de un encargo de Jalmari Lahdensuo (fi) para el Teatro nacional de Finlandia en 1916. Robert Kajanus dirigió a la Orquesta de la Ciudad de Helsinki en su estreno que tuvo lugar en el Teatro Nacional de Helsinki el 5 de noviembre de 1916. Sibelius arregló entre 1925 y 1926 tres movimientos para piano: Episodio, Scèna y Canzone.
Después de su estreno en 1916, la obra cayó en el olvido absoluto. No obstante, se ha considerado una joya oculta.